# Aschot II. (Kuropalat)
Aschot II. (georgisch აშოტ IV კურაპალატი; * nach 897; † 954) war von 941 bis 954 Kuropalates von Kartli-Iberien (heutiges Ost-Georgien).

## Leben
Aschot war der zweitälteste Sohn von König Adarnases IV. Als mit Gurgen II. († 941) die Bagratidenlinie des Oberen Tao ausgestorben war, wurden seine Ländereien unter den anderen Bagratidenlinien und dem König von Abchasien aufgeteilt. Das Obere Tao, Dschawacheti, Kola, Artani und Schawscheti erhielt Aschot II. und um 952 verlieh ihm der byzantinische Kaiser das armenische Nachbarterritorium Phasiane. Atschara und Nigali fielen an den König von Abchasien. Sumbat II. von Atschara-Nigali wurde mit Artanudj-Cholarzene entschädigt. Nach Aschots Tod, der ohne Nachkommen starb, wurden nicht nur seine Ländereien geteilt, sondern auch die Titel. Der Neffe Aschots, Adarnase V. Magistros, erhielt sämtliche Ländereien und 958 den Kuropalatentitel. Er begründete die zweite Linie von Tao, die mit David III. im Jahre 1000 ausstarb. Seinem Bruder Sumbat I. Kuropalat blieb das Untere Tao und die Königswürde.
Aschot II. stiftete zusammen mit seinem Bruder David II. die Kirche zu Opiza, wo die beiden Stifter in einem Relief dargestellt sind.